# Filmo
Filmo, anciennement FilmoTV, est un service de vidéo à la demande français lancé en 2008 par le groupe Wild Bunch. Pionnier de la vidéo à la demande par abonnement en France, il est racheté par son concurrent UniversCiné en 2024.

## Historique

### L'ère Wild Bunch
Début 2008, Vincent Grimond, à l'origine de Studiocanal et cofondateur de Wild Bunch, s'associe avec l'investisseur britannique Arts Alliance Media, déjà actionnaire de LoveFilm et Vodeo.tv, pour créer FilmoTV. Après plusieurs mois de développement, Arts Alliance Media se désengage du projet, laissant Wild Bunch seul à sa tête,. Le groupe s'associe à d'autres anciens dirigeants du groupe Canal+ : Bruno Delecour pour la présidence, Jean Ollé-Laprune pour la programmation, les frères Frédéric et Alain Le Diberder pour la technique et les programmes.
FilmoTV est lancé le 13 octobre 2008, uniquement sur le web (via Windows) et chez l'opérateur Numericable. Il est le premier service français de vidéo à la demande par abonnement disponible directement sur Internet, à l'instar de Netflix et Hulu lancés un an plus tôt aux États-Unis.
À son lancement, FilmoTV se distingue également par son approche éditoriale : chaque film proposé est présenté par des spécialistes du cinéma. Dès 2009, le service devient accessible pour les utilisateurs sous Mac OS X puis déploie progressivement des applications. Il rejoint aussi les offres des autres opérateurs : Orange en 2011, Free en 2014, Bouygues Telecom en 2015 puis SFR en 2018.
En mai 2010, Wild Bunch expérimente une sortie hybride en proposant Film Socialisme de Jean-Luc Godard en location sur FilmoTV, simultanément à sa projection au Festival de Cannes, deux jours avant sa sortie en salles.
Face au lancement de Canalplay Infinity fin 2011, FilmoTV réorganise son offre début 2012 en ajoutant cinq thématiques, en plus du service initial rebaptisé « Grand écran » : « Adrénaline » pour les films de genre, « Légende » pour le cinéma classique, « Monde » pour les cinématographies moins représentées et deux autres pour le divertissement et des événements particuliers. La plateforme devient rentable pour la première fois en 2012.
En 2014, le groupe Wild Bunch, actionnaire de FilmoTV, fusionne avec la société allemande Senator Entertainment. Des déconvenues financières font chuter de 80 % le cours de l'action Wild Bunch l'année suivante. Endettés, Wild Bunch et FilmoTV sont mis en vente en 2016 pour recapitaliser leurs fonds propres.
Après un nouvel essor lié aux confinements durant la pandémie de Covid-19 et de nouveaux canaux de distribution (Prime Video Channels, Molotov TV), une nouvelle équipe dirigeante prend le relais en 2021. FilmoTV est renommé Filmo en décembre de cette année-là et s'ouvre à de nouveaux territoires francophones, la Suisse et la Belgique, en 2022,.

### Rachat et fusion avec UniversCiné
En septembre 2024, le groupe Le Meilleur du Cinéma, éditeur de la plateforme UniversCiné, annonce l'acquisition de Filmo auprès de Wild Bunch. La fusion des deux services aura pour but d'en faire « la plateforme européenne de référence du cinéma indépendant ». D'après son nouvel actionnaire, Filmo compte plus de 100 000 abonnés.
Parallèlement à l'arrivée de séries télévisées dans l'offre d'UniversCiné, Filmo ouvre à son tour son catalogue aux séries en avril 2025 et prévoit d'en ajouter une à deux chaque mois.

## Identité visuelle

Logo de FilmoTV de 2008 à 2012.
Logo de FilmoTV de 2012 à 2021.
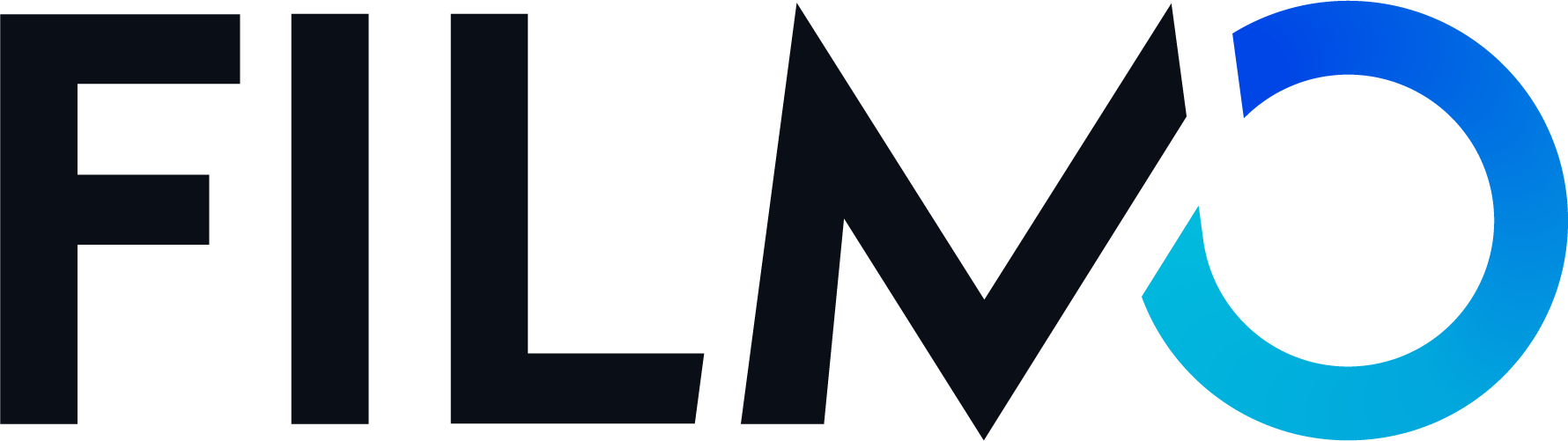
Logo de Filmo depuis 2021.